# Susanne Munk Wilbek
Susanne Munk Wilbek (* 12. Oktober 1967 in Hvorslev, Dänemark; geborene Susanne Munk Lauritsen) ist eine ehemalige dänische Handballspielerin.

## Karriere
Wilbek begann das Handballspielen bei Vellev IF. Anschließend schloss sich die Torhüterin Viborg HK an. Bis zu ihrem Karriereende im Jahr 2001 gehörte Wilbek insgesamt 15 Spielzeiten dem Kader der Damenmannschaft an, mit der sie insgesamt sieben Mal die dänische Meisterschaft gewann.
Wilbek bestritt 171 Länderspiele für die dänische Frauen-Handballnationalmannschaft, in denen sie drei Treffer erzielte. Mit Dänemark gewann sie die Weltmeisterschaft 1997 sowie die Europameisterschaft 1994 und Europameisterschaft 1996. Weiterhin errang sie mit Dänemark bei den Olympischen Spielen 1996 die Goldmedaille.
Nach ihrer Karriere übernahm Wilbek im Jahre 2005 das Co-Traineramt in Viborg, wo sie im Jahre 2006 entlassen wurde. 2008 schloss Wilbek sich dem Trainerteam von Skjern Håndbold an, bei dem sie unter anderem das Torwarttraining der Männermannschaft leitete. Im Sommer 2011 kehrte sie als Sportliche Leiterin zu Viborg HK zurück. Ab dem Frühling 2013 war Wilbek als Torwarttrainerin und im Nachwuchsbereich bei Viborg HK tätig. Im November 2013 musste sie sämtliche Ämter in Viborg niederlegen. Seit der Saison 2017/18 ist sie erneut als Co-Trainerin in Viborg tätig. Im September 2020 wurde bei Wilbek ein Hirntumor diagnostiziert, woraufhin sie sich operieren ließ und pausierte. Im Februar 2021 kehrte sie wieder in den Trainerstab von Viborg zurück.

## Privates
Susanne Munk Wilbek ist verheiratet mit dem dänischen Handballtrainer Ulrik Wilbek.